# Leonsia Erdenko
Leonsia Erdenko (russisch Леонсия Эрденко; * 27. Februar 1972 in Moskau) ist eine russische Sängerin und Schauspielerin.

## Leben und Karriere
Leonsia Erdenko ist die Tochter des Roma-Musikers Nikolay Erdenko. Erdenko begann 1987 ihre musikalische Karriere mit der Band Djang, die von ihren Eltern Nikolay und Rozaliya Erdenko geleitet wurde. Erdenko widmete sich intensiv dem Musikstudium, insbesondere dem Klavierspielen, Tanzen und Singen. In Zusammenarbeit mit dem Komponisten George Barkin nahmen sie 1997 das Album The New Gypsy Music auf, das bekannte Roma-Melodien mit modernen Musikelementen kombiniert. Wenige Jahre später gründeten sie und Alexey Bezlepkin das Trio Erdenko. Erdenko tourte zudem mit der Band Loyko durch die Welt, mit der sie drei Alben aufnahm. Sie kooperiert mit verschiedenen Künstlern wie z. B. mit der österreichischen Band DelaDap und Garik Sukachev. Erdenko ist auch in der Filmbranche aktiv. So wirkte sie als Schauspielerin in der russischen TV-Serie One Night of Love mit.